# Compartimento posterior do braço
O compartimento posterior do braço é um compartimento anatômico do braço que contém músculos todos inervados pelo nervo radial.
Os músculos contidos nele são o tríceps braquial e o ancôneo.